# Astoria (Illinois)
Astoria és una població dels Estats Units a l'estat d'Illinois. Segons el cens del 2000 tenia 1.193 habitants.

## Demografia
Segons el cens del 2000, Astoria tenia 1.193 habitants, 501 habitatges, i 328 famílies. La densitat de població era de 780,7 habitants/km².
Dels 501 habitatges en un 30,9% hi vivien nens de menys de 18 anys, en un 52,5% hi vivien parelles casades, en un 8% dones solteres, i en un 34,5% no eren unitats familiars. En el 32,1% dels habitatges hi vivien persones soles el 20% de les quals corresponia a persones de 65 anys o més que vivien soles. El nombre mitjà de persones vivint en cada habitatge era de 2,3 i el nombre mitjà de persones que vivien en cada família era de 2,89.
Per edats la població es repartia de la següent manera: un 23,9% tenia menys de 18 anys, un 8,3% entre 18 i 24, un 24,9% entre 25 i 44, un 19,3% de 45 a 60 i un 23,6% 65 anys o més.
L'edat mediana era de 40 anys. Per cada 100 dones de 18 o més anys hi havia 84,6 homes.
La renda mediana per habitatge era de 26.694 $ i la renda mediana per família de 31.940 $. Els homes tenien una renda mediana de 30.774 $ mentre que les dones 19.479 $. La renda per capita de la població era de 12.758 $. Aproximadament el 9,2% de les famílies i l'11,3% de la població estaven per davall del llindar de pobresa.

## Poblacions més properes
El següent diagrama mostra les poblacions més properes.